# Ludwig Schäfer (Richter)
Ludwig Schäfer (* 4. Juni 1912 in Füssen; † 2. Februar 2003 in München) war ein deutscher Richter.
Schäfer begann seine berufliche Laufbahn als Gerichtsassessor beim Landgericht Augsburg. Von 1939 bis 1945 leistete er Kriegsdienst und geriet anschließend bis 1946 in amerikanische Kriegsgefangenschaft. Am 1. Februar 1948 wurde er zum Landgerichtsrat in Augsburg, 1954 zum Oberlandesgerichtsrat am Oberlandesgericht München und am 1. Januar 1961 zum Richter am Bundesgerichtshof ernannt. Dieses Amt musste er jedoch bereits nach einem Jahr wieder aufgeben, da ihm das schwüle Klima in Karlsruhe Probleme bereitete. Schäfer kehrte zunächst zum OLG München zurück, wechselte 1963 an das Bayerische Oberste Landesgericht und war ab 1964 erneut am OLG München als Senatspräsident tätig. Am 1. November 1966 wurde er zum Senatspräsidenten am Bayerischen Obersten Landesgericht befördert und schließlich am 1. September 1968 zum Präsidenten des  Bayerischen Obersten Landesgerichts berufen. Vom 7. Juli 1958 bis Ende 1960 und vom 10. April 1962 bis 1977 war er ferner Mitglied des Bayerischen Verfassungsgerichtshofs, seit dem 9. Juni 1970 als weiterer Stellvertreter des Präsidenten. Am 30. Juni 1977 trat Ludwig Schäfer in den Ruhestand und schied somit aus dem bayerischen Justizdienst aus.
Für seine Verdienste ist er 1974 mit dem Bayerischen Verdienstorden und 1978 mit dem Großen Verdienstkreuz des Verdienstordens der Bundesrepublik Deutschland geehrt worden. Schäfer war seit 1931 Mitglied der katholischen Studentenverbindung KDStV Tuiskonia München im CV.